# Aethes margarotana
Aethes margarotana es una especie de polilla del género Aethes, categorizada en la tribu Cochylini, de la subfamilia Tortricinae.

## Distribución
Se distribuye por Francia.

## Taxonomía
Fue descrita por Duponchel, in Godart en 1836 y publicada en (Argyrolepia), Hist. nat. Lpid. Papillons Fr. 9: 429.